# 非常用位置指示無線標識装置

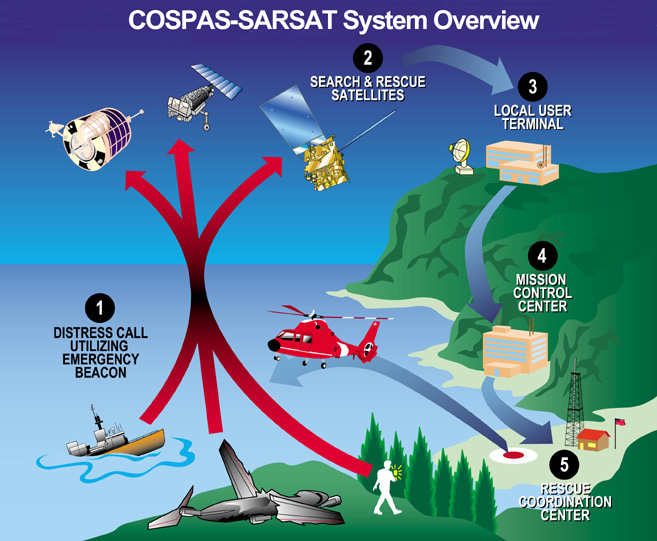
EPIRBを使ったコスパス・サーサット・システム。遭難船・遭難機（1）から救難信号（赤ライン）が通信衛星（2）に向けて送られると、（2）は信号情報（水色ライン）を最寄の受信所（3）に中継。（3）から主務官庁（4）に情報が届けられ、（4）はこれを受けて最寄の現業部門（5）に救難出動を命じ、（5）から救助隊が現場に向かう

非常用位置指示無線標識装置（ひじょうよういちしじむせんひょうしきそうち、Emergency Locator Transmitter ）とは、船舶の遭難時に無線信号（遭難信号）を発信する装置のこと。イーパブ（E-PIRB - Emergency Position Indicate Radio Beacon ）とも呼ばれる。Global Maritime Distress and Safety System（GMDSS）によって規定された設備の一つ。船舶への設置にあたっては、無線局の免許が必要となる。
同趣旨の航空機向けの製品は航空機用救命無線機である。

## 仕組み
国際コスパス・サーサット・プログラムに基づき、沈没など遭難時に406MHzの電波を発射し、人工衛星（コスパス・サーサット）を介して各国主務管庁（日本では海上保安庁）に船名及び国籍を送信（この登録のために無線局免許が必要）、連絡が届き次第、捜索が行われることとなる。
手動でスイッチを操作して救難電波を発射する方法と沈没時におおむね水深4m以上に該当する水圧が加わると動作する水圧センサーにより取り架台から自動離脱、浮上し電波を発射する方法がある。

## 日本製品
電波法第37条第3号および総務省令電波法施行規則第11条の4第1項により、無線機器型式検定規則による検定に合格した「検定機器」でなければならない。
検定機器には検定マークの表示が義務付けられている。
EPIRBを表す記号は、検定番号および機器の型式名の1-2字目のSE又はSSである。（無線機器型式検定規則 別表第8号）
遭難自動通報局、無線航行移動局または船舶局の無線設備の一つとして免許される。
三菱電機ディフェンス&スペーステクノロジーズ、日本無線などの無線機器メーカーが数種類の機器を製造している。価格は18万円〜40万円程度。
旧技術基準の機器の免許・使用
無線設備規則のスプリアス発射等の強度の許容値に関する技術基準改正

により、旧技術基準に基づく無線設備が条件なしで免許されるのは「平成29年11月30日」まで
、
使用は「平成34年11月30日」まで

とされた。
旧技術基準の無線設備とは、「平成17年11月30日」までに検定合格した検定機器および経過措置として、旧技術基準により「平成19年11月30日」までに検定合格した検定機器である
2017年（平成29年）12月1日以降の旧技術基準の無線設備に対応する手続き

は次の通り
- 新規免許（変更・追加を含む。）は不可
- 検定機器は設置が継続される限り検定合格の効力は有効[10]
  - 非常用位置指示無線標識装置に限らず検定機器は、義務船舶局では当該船舶に設置され続ける限り手続き不要でそのまま使用できる。それ以外の無線局でも設置され続ける限り再免許できる。

## 問題点
遭難信号による把握が容易になったものの、誤作動や誤発信が非常に多く95パーセントが誤発信よるもの。子供のいたずらや、廃棄処分となった船舶の解体中にスイッチが入れられるなどの例もある。また、操作方法は単純化されているものの、電池の消耗を避けるために通電防止用の紙を挟んだり出港後にスイッチを「切」から「待機」に切り替えるのを忘れたりしてしまい、遭難時に気が付かず作動できなかった事例もある。